# 无毛滇南山蚂蝗
无毛滇南山蚂蝗（学名：Desmodium megaphyllum var. glabrescens）为豆科山蚂蝗属下的一个变种。

## 扩展阅读
- 維基物種上的相關：无毛滇南山蚂蝗